# Мелетий Божинов
Мелетий (Мелетия) Божинов Танушев е български иконописец от Възраждането, представител на Дебърската художествена школа.

## Биография
Роден е в мияшкото село Росоки, Дебърско в 1872 година. В 1885 година работи със съселяните си зидари братя Христо и Божин, които строят къщи във Видин. На 15 години обаче постъпва като ученик по образопис при Мирон Илиев от Тресонче срещу един наполеон годишно. От 1887 година работи почти навсякъде с Мирон Илиев. През пролетта на 1890 година Мирон Илиев се връща в Оряхово, откъдето с Григор Пачаров заминават за Македония. А Велко Илиев, Саве Попбожинов и Мелетий Божинов изрисуват църквата в село Катен. През есента Мирон и Григор се връщат и заедно с другите трима заминават за Влашко и изписват църквата „Свети Николай“ в село Вълчеле.
След работата във Вълчели Мелетий бил признат от Мирон Илиев за майстор и му е дадена заплата. На следната 1891 година Мелетий е в Оряхово и рисува из селските църкви в околията.
В 1892 година Велко Илиев и Мелетий Божинов рисуват иконите на църквата църквата „Свети Лука“ в Търнава, Белослатинско.
През същата 1892 година Мирон Илиев, Мелетий Божинов и Григор Пачаров рисуват църквата на село Пражба, Каракалско. След завръщането си рисуват в църквата „Света Петка“ на Селановци, Оряховско.
В 1893 година Мирон Илиев работи в „Свети Георги“ в Луковит с помощниците си и Максим Ненов. Там изписват купола и поправят икони.
През есента на 1893 година тайфата на Мирон Илиев работи в „Света Троица“ в Карлуково. Работят в „Света Троица“ в Мездрея (1893) и в „Свети Атанасий“ в Галатин. По-късно Мирон Илев работи в старата църква „Свети Георги“ в Оряхово, където преправя лозите, позлатява резбите и рисува стенописи.
В 1894 година Мелетий Божинов и Григор Пачаров рисуват в „Успение Богородично“ в Малорад.
През есента на 1894 година Мирон, Мелетий и Саве отиват в Червен бряг, а Велко и Григор след като завършват работата в църквата „Свети Спас“ в Бутан, се присъединяват към тях и рисуват икони и стенописи в Червен бряг. След това Мирон Илиев работи с тайфата си в Реселец и изрисува всички икони и стенописи в църквата „Свети Георги“. На следната 1895 година работят в „Успение Богородчно“ в Габаре и после се връщат у дома в Дебърско. На следната година отново са в Оряхово и работят икони за различни църкви. В 1897 година работят в църквата „Света Троица“ на село Радиненец и обикалят из Плевенско.
На следната 1898 година Мирон Илиев, Велко Илиев, Григор Пачаров и Мелетий Божинов рисуват в църквата на Бреница „Възнесение Господне“ и в „Света Троица“ в Липен.
В 1898 година Мелетий Божинов работи в селата около Турну Северин.
В 1899 година тайфата на Мирон Илиев работи в църквата на Криводол „Света Троица“, а на следната 1900 - в „Успение Богородично“ в Малорад.
В 1900 година заедно с Аргир Щерев от Галичник заминава за Влашко и работи в Корабия. След завръщането си оттам работи в „Свети Николай“ в Костичовци и в „Света Троица“ в Карбинци. През лятото на 1901 година отново с Аргир Щерев заминават за Влашко и работят „Успение Богородично“ в Константинещ и във Верея. После се Мелетий се отделя от Аргир и работи в „Света Параскева“ в Пояна Маре, а през есента — в „Свети Димитър“ в Градище. В Костенце рисува с Илия Димитреску, чийто баща е българин, а сам — в Поточе, Слатинско.
В 1902 година с Димитреску работи в околностите на Хорес. По-късно Мелетий работи във Видинско — в „Св. св. Кирил и Методий“ в Цар-Петрово (1910), в Калина и на други места.
- Икони от „Света Параскева“ в Халово, 1907 година
- „Христос Вседържител“
- „Архангел Гавриил“
- „Света Параскева“
- „Света Богородица“
- „Свети Йоан Предтеча“

По-късно Мелетий Божинов работи в „Свети Никола Летни“ в Маврово, Западна Македония. Връща се в Северозападна България и работи в „Свети Николай“ в Шишенци (1906), в „Свети Илия“ в Шипиково, в „Света Параскева“ в Халово (1907), в „Свети Георги“ в Мали Ясеновец, в „Успение Богородично“ в Сланотрън, във Видин, в „Свети Георги“ в Луковит (1915) и в Брусарския манастир (1916). Едни от последните му творби са иконите на Разбоищкия манастир.
Умира в 1954 година.